# Rafael Pérez Piñero

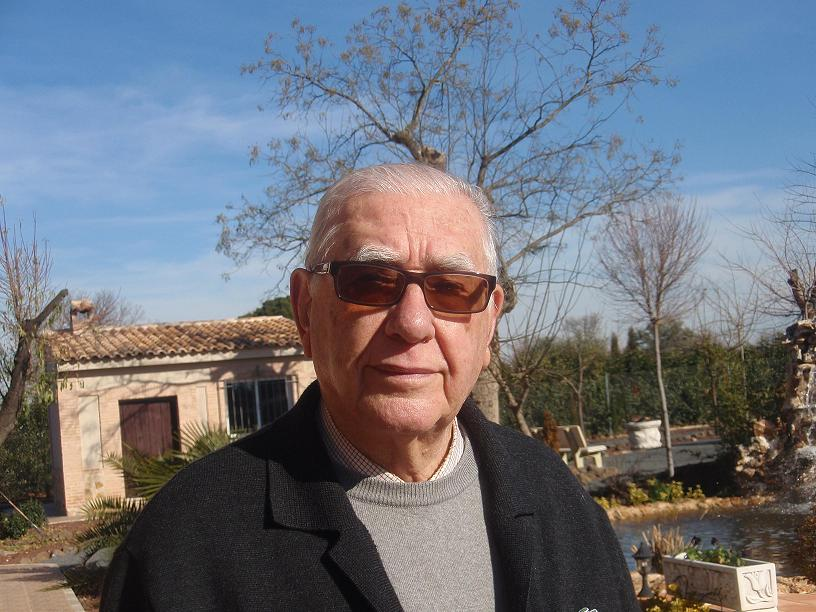
Rafael Pérez Piñero

Rafael Pérez Piñero (Villahermosa, Ciudad Real, 23 de octubre de 1924), es un sacerdote y teólogo español.

## Biografía
Hizo los primeros estudios de Humanidades y Filosofía en el Seminario de Ciudad Real entre 1940 y 1945. Después pasó a la Universidad Pontificia Comillas (Santander) desde 1945 hasta 1950, donde se licenció en Teología y fue ordenado Sacerdote. 
En 1950 fue nombrado profesor de Humanidades en el Seminario de Ciudad Real. En el curso 1953/54 pasó a ser profesor de Teología Dogmática, cargo que desempeñó hasta el curso 2005/06, en que se jubiló. Ha sido vicerrector del Seminario y después director espiritual del Seminario Mayor.
Ha trabajado como Consiliario de A.C. y de Cursillos de Cristiandad; es canónigo jubilado de la Catedral de Ciudad Real; y durante muchos años Capellán de la Residencia de Ancianos Sta. Teresa de Jesús Jornet de Ciudad Real, donde continúa después de su jubilación. 

## Obra
Autor de numerosos libros de teología:
- El cristiano ante algunos problemas de hoy. Con estos apartados: El compromiso temporal. ¿Teología Política?. Promoción del seglar. Promoción de la mujer. Ciudad Real. 1973.-

- El tú profundo. Ciudad Real. 1975.-

- Es posible vivir la esperanza, Madrid. 1979.-

- Encuentro personal y Trinidad. La exsistencia de la mujer.- Salamanca, 1982.-

- Ser persona. 2 ed. Madrid. 1985.-

- Nos mereció el amor. De los motivos que tenemos para amar a Jesucristo. Madrid 1996.-

- Armonía. Sobre el sacerdocio de la mujer. Madrid. 2000.-

- El celibato. Hacia una teología de la afectividad. Ciudad Real 2002.-

- La tercera preferencia de Cristo: la mujer ¿por qué?. Ciudad Real. 2005.-

- Revisemos nuestra fe.- Ciudad Real. 2007.-

- Hijos de Dios en el Mundo.- Ciudad Real. 2009.-